# Combe Martin
Combe Martin är en by och en civil parish i North Devon i Devon i England. Orten har 2 687 invånare (2011). Byn nämndes i Domedagsboken (Domesday Book) år 1086, och kallades då Cumbe/Comba.